# 智能运维
智能运维（AIOps，Artificial Intelligence for IT Operations）是高德纳咨询公司於2016年提出的一個概念，是指通过机器学习，自动地从海量运维数据（包括日志、业务数据、系统数据等）中进行实时或离线分析，加强IT運營分析能力。AIOps主要涉及两个方面：机器学习和大數據。